# Université Trump
L'université Trump LLC (d'abord connue sous le nom de Trump Wealth Institute, plus tard renommée Trump Entrepreneur Initiative LLC ; en anglais Trump University) est un ancien établissement d'enseignement supérieur privé américain proposant un programme de formations dans l'immobilier de 2005 à 2010. Après avoir essuyé plusieurs procès, l'entreprise est maintenant dissoute. Elle a été fondée en 2004 par Donald Trump et ses associés Michael Sexton et Jonathan Spitalny. L'entreprise donnait des cours en immobilier, gestion d'actifs, entrepreneuriat et création de richesse, les frais d'inscription allant de 1 500 à 35 000 dollars.
L'organisation n'était ni accréditée, ni reconnue comme une université ou une école privée et ne donnait aucun crédit universitaire. En 2011, l'entreprise est devenue l'objet d'une enquête par le bureau du procureur général de New York pour pratiques d'affaires illégales entraînant une action en justice engagée en 2013 et toujours d'actualité. Le procureur général de l'État de New York, Eric Schneiderman, a réitéré qu'il ne lâchera pas l'affaire malgré la candidature de Trump aux présidentielles, rappelant les preuves de la fraude perpétrée par l'université Trump « assez directement » et affirmant que Trump aura probablement plusieurs millions de dollars en amende à payer à la suite du litige,,,,,.
L'affaire est aussi sujette à un recours collectif engagé dans trois États. L'entreprise et les actions en justice contre elle ont reçu à nouveau de l'attention en raison de la candidature de Trump aux élections présidentielles américaines.
Au cours de la campagne pour l'élection présidentielle américaine de 2016, Trump attire beaucoup de critiques en affirmant que le juge fédéral basé en Californie s'occupant de cette affaire, Gonzalo P. Curiel (en), était un « Mexicain », et que, par conséquent, il n'était pas impartial vis-à-vis de Trump en raison de ce qui a été perçu comme des descriptions désobligeantes de sa part à propos des Mexicains lors du lancement de sa campagne et ailleurs,. En réponse aux attaques de Trump sur le juge Curiel, Schneiderman a été cité par CNN disant de Trump : « C'était une escroquerie du début à la fin. Il a utilisé tous les stratagèmes qu'il pouvait pour ralentir la sortie de ces documents aux procès, attaquant le juge sur son origine ethnique, m'attaquant moi et m'accusant de conspirer avec le président des États-Unis. ».
Après son élection au poste de président des États-Unis, il annonce qu'il a conclu avec les plaignants un accord à l'amiable, les indemnisant à concurrence de 25 millions de dollars.

## Formation et changement de nom
L'université Trump a été incorporée en 2004 par Trump, Sexton, et Spitalny, comme une compagnie à responsabilité limitée (LLC) new-yorkaise. Donald Trump possédait 93 % de la société. Le 23 mai 2005, l'université Trump lance officiellement son programme d'éducation.
En 2005, le département de l'Éducation de l'État de New York envoya une lettre à Trump, Sexton, et l'université Trump leur disant qu'ils violaient la loi de l'État en utilisant le mot « université » alors qu'en fait l'université Trump n'était pas affrétée comme telle, et en donnant des cours et formations en ligne sans avoir le permis requis.
Une lettre envoyée à Trump par le sous-commissaire pour l'enseignement supérieur, Joseph Frey, rendue publique en Avril 2010 déclare : « l'utilisation du mot "université" par votre entreprise est trompeur et viole la Loi de l'Éducation de New York et les Règles du Conseil des Régents de l'État de New York ». En juin 2010, « Trump University » change son nom en « The Trump Entrepreneur Initiative ».

## Accusations d’irrégularités et actions en justice
Le 24 août 2013, l'État de New York a rempli une action civile de 40 millions de dollars contre l'Université Trump (qui avait déjà presque complètement arrêté ses activités dès mai 2011) plaidant contre les pratiques d'affaire illégales et les fausses déclarations faites par l'entreprise. Donald Trump a démenti ces accusations, déclarant que l'école a rencontré un taux d’approbation de 98% et a déclaré que le procureur général de New York, Eric Schneiderman, était « un imposteur essayant d'attirer l'attention sur lui ».
Schneiderman a décrit l'université Trump comme une arnaque leurrant ses clients et a insisté sur le fait que l'organisation n'était pas une université. Schneiderman a accusé Trump d'avoir dupé plus de 5 000 personnes et de les avoir fait payer jusqu'à 35 000 dollars pour leur apprendre ses techniques d'investissement immobilier.
Dans l'un de ses publireportages, Trump affirme que les instructeurs de l'université Trump ont été choisis « par ses soins ». Cependant, Il a témoigné dans une déposition en 2012 qu'il n'avait jamais sélectionné ses instructeurs pour le programme. Michael Sexton a déclaré dans une déposition en 2012 que Trump approuvait les réclames publicitaires de son école.
En octobre 2014, un juge new-yorkais considéra Trump personnellement responsable d'avoir fait fonctionner l'entreprise sans avoir la licence d'exploitation requise. En février 2016, Trump suggéra que l'action en justice a été favorisée du fait de l'ethnicité hispanique du président du tribunal. Peu de temps après, Schneiderman décrira la remarque de Trump comme de la « démagogie raciale ».
Une plainte de Trump affirmant que l'investigation du procureur général était soutenue par une extorsion de fonds provenant des donations de campagne a été examinée par un comité d'Éthique new-yorkais, puis écartée en août 2015.
L'Université Trump a aussi engagé une poursuite en diffamation de 1 million de dollars contre une ancienne étudiante de l'Université Trump, Tarla Makaeff, qui avait dépensé autour de 37,000 dollars pour des séminaires, après que celle-ci a rejoint un recours collectif et publié ses expériences de classe sur les réseaux sociaux. Incapable de prouver une malveillance, l'Université Trump perdit l'action en justice, une poursuite-bâton (en vertu de lois conçues pour contrecarrer toutes intimidations légales des participants au recours collectif), et fut ordonnée par le juge fédéral en Avril 2015 à payer Makaeff et ses avocats 798 774,24 dollars en frais et dépens de procédure. En 2013, la Cour d'appel pour le neuvième circuit a confirmé le jugement, remarquant que « les victimes des escrocs chantent souvent les louanges de leurs persécuteurs jusqu'au moment où elles réalisent qu'elles ont été dupées ». Par ailleurs, les employés de l'Université Trump forçaient les étudiants à donner des retours positifs, leur ordonnaient de remplir des papiers afin de pouvoir obtenir leurs certificats, et ne prenait pas la peine de suivre les procédures utilisées habituellement pour s'assurer que les enquêtes étaient remplies de manière objective.
Dans une action civile séparée, Art Cohen contre Donald J. Trump, remplie à la mi-Février 2014 au tribunal de la circonscription fédérale de Californie, le juge de district Gonzalo P. Curiel a permis aux plaignants en Californie, Floride et New York de lancer un recours collectif et rejeta la demande de Trump d'écarter leur accusation de racket. À ce jour, le début des procès est prévu pour le 28 novembre 2016.
Bien que Trump affirme avoir gagné la plupart de ses affaires, les trois affaires sont toujours en cours.
Le sujet est revenu sur la table lors des primaires républicaines et au débat d’investiture présidentielle du parti républicain du 3 mars à Detroit, dans le Michigan.
Trump a attaqué à plusieurs reprises Curiel dans ses discours de campagne, accusant le juge « d'avoir la haine » et le décrivant comme un « espagnol » ou un « mexicain ». Trump a suggéré que Curiel devrait se récuser de l'affaire,,.
Alors qu'il avait expliqué durant la campagne électorale qu'il irait jusqu'au bout du procès et parce qu'il allait le gagner, Trump annonce le 19 novembre 2016 qu'il conclura un accord à l'amiable prévoyant d'indemniser les plaignants à concurrence de 25 millions de dollars.

## Dans la culture populaire
L'Université Trump a été le sujet de la bande dessinée Doonesbury dans le Washington Post pendant une semaine en juin 2005,.